# Stuart Millar
Stuart Millar fue un director y productor de cine estadounidense nacido en 1929 en Nueva York y fallecido en el año 2008.
Es conocido principalmente por dirigir películas género Western. La más notable fue Rooster Cogburn en 1975, protagonizada por Katharine Hepburn y John Wayne.

## Filmografía
Millard ha trabajado mayormente como productor de varias películas y ha dirigido dos películas en total.

### Como director
- 1972 - Cuando mueren las leyendas
- 1975 - Rooster Cogburn

### Como ayudante de dirección
- 1956 - La gran prueba

### Como productor
- 1982 - Después del amor (productor ejecutivo)
- 1972 - Cuando mueren las leyendas
- 1970 - Pequeño gran hombre
- 1968 - León de papel
- 1962 - El hombre de Alcatraz
- 1961 - Les blouses blanches
- 1958 - Sed de triunfo
- 1957 - Mon père, cet étranger